# 노분
노분(盧犇)은 조선의 환관이다.
세자궁 소속의 내관으로, 양녕대군을 모셨다.